# Správní budova Ringhofferovy továrny
Správní budova Ringhofferovy továrny (Vila baronky Ringhofferové, Zámeček baronky Ringhofferové) na Smíchově v Praze stojí v ulici Kartouzská v místech zaniklé Ringhofferovy továrny. Je chráněna jako nemovitá kulturní památka České republiky.

## Historie
Budova byla postavena v roce 1906 v areálu bývalých Ringhofferových závodů podle návrhu architekta Osvalda Polívky. Patrová, složitě členěná stavba vznikla přestavbou staršího, pozdně klasicistného domu. Po znárodnění po roce 1948 se v něm nacházelo zdravotní středisko.

## Popis
Zámeček má asymetricky umístěný segmentový štít. Schodišťová věž je vetknuta do nároží. Původně byl obklopen malou zahradou. Dochovala se část vnitřního zařízení schodišťové haly.